# Pseudoxomysis
Pseudoxomysis är ett släkte av kräftdjur. Pseudoxomysis ingår i familjen Mysidae.
Kladogram enligt Catalogue of Life:
| Pseudoxomysis | \| \| Pseudoxomysis caudaensis \| \| \| \| \| \| Pseudoxomysis incisa \| \| \| \| \| \| Pseudoxomysis longiura \| \| \| \| |
|               | \| \| Pseudoxomysis caudaensis \| \| \| \| \| \| Pseudoxomysis incisa \| \| \| \| \| \| Pseudoxomysis longiura \| \| \| \| |
|               | Pseudoxomysis caudaensis                                                                                                   |
|               | |
|               | Pseudoxomysis incisa |
|               | |
|               | Pseudoxomysis longiura |
|               | |